# James Iahuat
James Iahuat (* 14. Mai 1959 in Louaneai, Tanna; † 20. Juni 2021) war ein vanuatuischer Boxer.

## Biografie
Iahuat nahm an den Commonwealth Games 1986 in Edinburgh teil, wo er in der zweiten Runde ausschied.
Bei den Olympischen Sommerspielen 1988 trat er im Mittelgewicht an. Nach einem Freilos in Runde eins, schied er in der zweiten Runde Serge Kabongo aus Zaire aus und belegte somit den 17. Platz.
Vier Jahre später wurde er Nationaltrainer von Vanuatu.